# Nils Poletti
Nils Samuel Octavio Poletti San Martin Marklund, född 19 december 1981 i Tyresö, är en svensk dramatiker, regissör och skådespelare. Mellan 2008 och 2018 var han konstnärlig ledare på Turteatern. Sedan 2018 är han teaterchef på Östgötateatern.

## Biografi
Poletti växte upp i Krusboda utanför Stockholm med två äldre och ett yngre syskon. Han grundade 2004 Unga Tur, där han regidebuterade med Mordet på Marat. Han utbildades vid Teaterhögskolan i Stockholm 2004-2008. Han har regisserat uppsättningar på bland annat Dramaten och Malmö Opera. Tillsammans med scenografen Markus Granqvist, kostymtecknaren Lena Lindgren och Senior advisorn Jerome Jurette utgör han scenkonstkollektivet Ramaj.
Han är gift med skådespelaren Lola Zackow.

## Priser och utmärkelser
- 2011 – Vågastipendiet[2]
- 2014 – Daniel Sachs Egensinnighetsstipendium[3]
- 2016 – Svenska Dagbladets Thaliapris[4]

## Teater

### Regi (ej komplett)
| År   | Produktion | Upphovsmän                                        | Teater                             |
| ---- | --- | ------------------------------------------------- | ---------------------------------- |
| 2005 | Mordet på Marat Die Verfolgung und Ermordung Jean Paul Marats, dargestellt durch die Schauspielgruppe des Hospizes zu Charenton unter Anleitung des Herrn de Sade | Peter Weiss                                       | Unga Tur                           |
| 2005 | Kabaré Ungatur |                                                   | Unga Tur                           |
| 2006 | Näktergalen i Wittenberg | August Strindberg                                 | Unga Tur                           |
| 2007 | Parsifal | Richard Wagner                                    | Unga Tur                           |
| 2008 | Vigseln Ślub | Witold Gombrowicz                                 | Turteatern                         |
| 2008 | Kalla kårar med Witold | Witold Gombrowicz Översättning David Szybek       | Turteatern                         |
| 2009 | Verklighetsgala för välgörenhetens folk | Nils Poletti                                      | Turteatern                         |
| 2009 | Rucklarens väg The Rake's Progress | Igor Stravinskij, W.H. Auden och Chester Kallman  | Malmö Opera                        |
| 2010 | Kung Kackerlacka | Nils Poletti                                      | Turteatern                         |
| 2010 | En septembernatt i Venedig | Erik Beckman                                      | Turteatern/ Forsby kvarn musikscen |
| 2010 | Inferno | Peter Weiss                                       | Dramaten                           |
| 2011 | Juliette Histoire de Juliette, sa sœur, ou Les prospérités du vice                                                                                                | Markis de Sade Översättning Hans Johansson        | Turteatern                         |
| 2011 | Amorina | Carl Jonas Love Almqvist                          | Forsby kvarn musikscen             |
| 2012 | Gåsen La papara | Giambattista Basile                               | Turteatern                         |
| 2012 | Politiska snuskbarn och deras djur | Ensemblen                                         | Turteatern                         |
| 2012 | Kaspers fet-tisdag | August Strindberg                                 | Forsby kvarn musikscen             |
| 2012 | Reflektioner kring naturalismen och kvinnan - ett samtal | August Strindberg                                 | Dramaten                           |
| 2012 | Den fredlöse – en fornnordisk saga | August Strindberg                                 | Dramaten                           |
| 2012 | I'm saving my flower 4 U goatboy |                                                   | Dramaten                           |
| 2012 | The Royal Dramatic Rumble Wrestling Fight Night Forever! - Fadren vs Fordringsägare                                                                               | August Strindberg                                 | Dramaten                           |
| 2013 | Amorina | Carl Jonas Love Almqvist                          | Teaterhögskolan i Luleå            |
| 2013 | Politiska snuskbarn på landsbygdssafari | Ensemblen                                         | Teaterlogen i Rynge/ Turteatern    |
| 2013 | Den svenska apans 100 röda drömmar | Joakim Pirinen                                    | Turteatern                         |
| 2013 | This is Sirqus Alfon | Erik Rosales, Martin Östman och Henrik Strindberg | Riksteatern                        |
| 2014 | Begränsat utrymme | Henrik Bromander                                  | Turteatern                         |
| 2014 | CMMN SNS PRJCT | Laura Kalauz och Martin Schick                    | Turteatern                         |
| 2014 | Carolus Rex | Nils Poletti                                      | Dramaten i Riddarholmskyrkan       |
| 2014 | Sånger för Norden | Nils Poletti                                      | Turteatern                         |
| 2015 | Äldreomsorgen i Övre Kågedalen | Nikanor Teratologen                               | Turteatern                         |
| 2016 | Dinosauria | Nils Poletti                                      | Turteatern                         |
| 2016 | Jakten på Fågel Gul och Blå, kabaré | Nils Poletti                                      | Forsby kvarn musikscen             |
| 2016 | Baba Yaga | Nils Poletti och Manda Stenström                  | Ung scen/öst                       |
| 2018 | Visit Qo’noS | Nils Poletti                                      | Turteatern                         |
| 2019 | Rocky Horror Show | Richard O'Brien                                   | Östgötateatern                     |
| 2024 | Superkontoret | Ensemblen och Nils Poletti                        | Östgötateatern                     |

### Roller (ej komplett)
| År   | Roll            | Produktion                                     | Regi                                     | Teater                    |
| ---- | --------------- | ---------------------------------------------- | ---------------------------------------- | ------------------------- |
| 2001 | Robert Syverten | Maratondansen Horace McCoy                     | Andreas Lindal                           | Turteatern                |
| 2001 |                 | Slutet gott! Allting gott? William Shakespeare | Pontus Plaenge                           | Shakespeare på Gräsgården |
| 2002 |                 | Richard III William Shakespeare                | Pontus Plaenge                           | Shakespeare på Gräsgården |
| 2002 |                 | Kanin Kanin Coline Serreau                     | Elisabeth Frick                          | Turteatern                |
| 2003 |                 | Fritänkaren August Strindberg                  | Richard Turpin                           | Strindbergs Intima Teater |
| 2005 |                 | Kabaré Ungatur                                 | Nils Poletti                             | Unga Tur                  |
| 2006 |                 | sex.våld.blod.äckel Alfian Sa'at               | Richard Turpin                           | Teater Tribunalen         |
| 2006 |                 | Hamlet William Shakespeare                     | Andreas Forner Lindal/ Per-Johan Persson | Shakespeare på Gräsgården |
| 2007 |                 | Oskuld och arsenik Carl Jonas Love Almqvist    | Erik Holmström                           | Turteatern                |
| 2008 |                 | Kalla kårar med Witold Witold Gombrowicz       | Nils Poletti                             | Turteatern                |
| 2009 | Witold          | Ferdydurke Witold Gombrowicz                   | Erik Holmström                           | Turteatern                |
| 2010 |                 | Den sista människan Carina Ehrenholm           | Carina Ehrenholm                         | Turteatern                |
| 2010 |                 | Up to you Erik Holmström                       | Erik Holmström                           | Turteatern                |
| 2011 | Arkivarien      | Vargtimmen Ingmar Bergman                      | Malin Stenberg                           | Dramaten                  |
| 2014 | Röst            | Begränsat utrymme Henrik Bromander             | Nils Poletti                             | Turteatern                |
| 2014 |                 | CMMN SNS PRJCT Laura Kalauz och Martin Schick  | Nils Poletti                             | Turteatern                |
| 2017 | Konstantin      | Dumma jävla mås Aaron Posner                   | Frida Röhl                               | Kulturhuset Stadsteatern  |
| 2018 |                 | Visit Qo’noS Nils Poletti                      | Nils Poletti                             | Turteatern                |